# 卡萨尔格兰德
卡萨尔格兰德（義大利語：Casalgrande），是意大利雷焦艾米利亚省的一个市镇。总面积37.73平方公里，人口18639人，人口密度494.0人/平方公里（2009年）。ISTAT代码为035012。